# Kotawiec piekielny
Kotawiec piekielny (Chlorocebus tantalus) – gatunek ssaka naczelnego z podrodziny koczkodanów (Cercopithecinae) w obrębie rodziny koczkodanowatych (Cercopithecidae).

## Występowanie
Gatunek występuje na terenach środkowej Afryki. Można go zaobserwować od wschodniej Burkiny Faso i Ghany do zachodniej Somalii. Preferuje tereny leśne oraz sawannę na wysokości do 1900 m n.p.m.

## Charakterystyka

### Morfologia
Kotawiec piekielny jest największym przedstawicielem swojego rodzaju. Osiąga masę od 3,5 do 9 kg oraz długość ciała 30 do 83 cm. Ma siwy grzbiet oraz głowę. Jego łapy oraz nogi są szare, a brzuch biały. Ma dość długi, mierzący około 60 cm ogon, który jest biały. Ma czarną twarz, na której znajdują się żółtawe wąsy.

### Dieta
Koczkodany te są roślinożercami. Żywią się liśćmi oraz owocami, jednak zdarza im się zjadać bezkręgowce lub nawet małe kręgowce. Skład diety zależy od rejonu występowania. Często zdobywają pożywienie z upraw.

### Rozmnażanie
Ciąża trwa 6 miesięcy i zazwyczaj rodzi się jedno młode. Po narodzeniu ma jednorodne, ciemnoszare futro. Po 5 miesiącach ubarwieniem przypomina dorosłe osobniki.

### Styl życia
Żyją w dużych grupach liczących nawet 70 osobników. Taka grupa zajmuje obszar nawet 90 ha. Przemieszczają się około 2,5 km dziennie. Nie oddalają się od rzek lub jezior, muszą mieć regularny dostęp do świeżej wody. Jest jednym z nielicznych naczelnych, potrafiących pływać. Większość czasu spędzają na ziemi szukając pożywienia.